# Walton Goggins

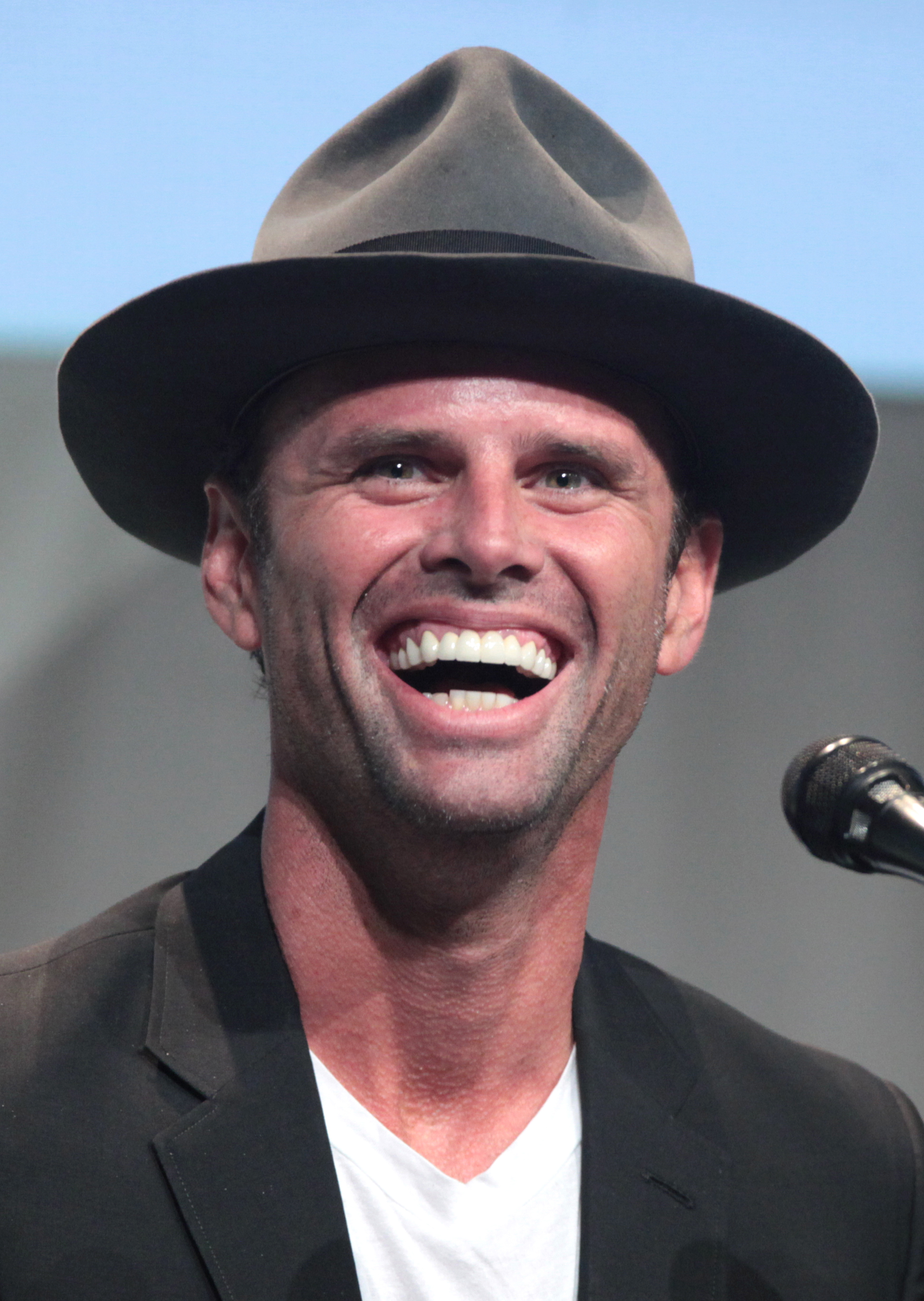
Walton Goggins (2015)

Walton Sanders Goggins Jr. (* 10. November 1971 in Birmingham, Alabama) ist ein US-amerikanischer Schauspieler.

## Leben und Wirken
Der seit Ende der 1980er Jahre in diversen Fernsehserien, Fernseh- und Kinofilmen mitwirkende Walton Goggins wurde einem breiteren Publikum durch die US-amerikanische Fernsehserie The Shield – Gesetz der Gewalt bekannt, in der er Detective Shane Vendrell, eine der Hauptfiguren, verkörperte.
Er wurde im US-Bundesstaat Alabama geboren und wuchs in der Gemeinde Lithia Springs, die zum Douglas County des Bundesstaates Georgia gehört, auf. Seine Großmutter besaß dort ein kleines dörfliches Postamt. Im Alter von zehn Jahren war er mit seiner Mutter im ganzen Bundesstaat Georgia Meister im Clogging, einem nordamerikanischen Stepptanz. Als B. B. King damals auf einer Live-Tour war, eröffneten Goggins und seine Mutter mit einer Tanzeinlage dessen Konzert im Fulton County-Gefängnis in  Atlanta.
Walton Goggins ist außerdem Produzent des Kurzfilmes Der Buchhalter des US-amerikanischen Regisseurs und Schauspielers Ray McKinnon, der 2001 in der Kategorie Bester Kurzfilm mit einem Oscar ausgezeichnet wurde. Obwohl Goggins bei der Preisverleihung nicht offiziell als Gewinner genannt wurde, nahm er auf der Bühne den Preis mit in Empfang.
Neben Der Buchhalter ist Goggins auch in den anderen beiden Spielfilmen (Chrystal und Randy and the Mob) von Ray McKinnon als Darsteller zu sehen. Über That Evening Sun mit Hal Holbrook, den McKinnon und Goggins 2009 zusammen für einen anderen Filmemacher produzierten, sagt er: „Es war die Möglichkeit, eine Geschichte über einen Mann zu erzählen, der ein Wein im Winter ist, am Ende seiner Reise. Ein Mann, der nicht 'Auf Wiedersehen' sagen will und sich durchkämpft, und all die Anstrengung, die unser Leben bestimmen kann, wenn man diese Einstellung hat.“
Die erste Ehefrau von Walton Goggins, Leanne, litt an Depressionen und nahm sich am 12. November 2004 das Leben. Im Frühjahr 2011 wurde Goggins zusammen mit seiner zweiten Ehefrau Nadia Conners Vater eines Sohnes.

## Filmografie (Auswahl)
- 1989–1991: In der Hitze der Nacht (In the Heat of the Night, Fernsehserie, 3 Folgen, verschiedene Rollen)
- 1990: Murder in Mississippi (Fernsehfilm)
- 1992: Beverly Hills, 90210 (Fernsehserie, Folge 2x24)
- 1992: Der letzte Komödiant – Mr. Saturday Night (Mr. Saturday Night)
- 1992: Forever Young
- 1993: Die Flammen des Krieges (For Love and Glory, Fernsehfilm)
- 1994: Karate Kid IV – Die nächste Generation (The Next Karate Kid)
- 1995: JAG – Im Auftrag der Ehre (JAG, Fernsehserie, Folge 1x04)
- 1996: Das Grauen aus der Tiefe (Humanoids from the Deep, Fernsehfilm)
- 1996: Der Sentinel – Im Auge des Jägers (The Sentinel, Fernsehserie, Folge 2x16)
- 1997: Apostel! (The Apostle)
- 1997: Die Leiche im Kofferraum (Painted Hero)
- 1997: Switchback – Gnadenlose Flucht (Switchback)
- 1998: Zweite Liga – Die Indianer von Cleveland sind zurück (Major League: Back to the Minors)
- 1999: New York Cops – NYPD Blue (NYPD Blue, Fernsehserie, Folge 5x22)
- 1999: Wayward Son
- 2000: The Crow III – Tödliche Erlösung (The Crow: Salvation)
- 2000: Red Dirt
- 2000: Shang-High Noon (Shanghai Noon)
- 2001: Der Buchhalter (The Accountant) (Kurzfilm)
- 2001: Mord ist ihr Hobby – Der letzte freie Mann (Murder, She Wrote: The Last Free Man, Fernsehfilm)
- 2001: Daddy and them – Durchgeknallt in Arkansas (Daddy and Them)
- 2001: Joyride – Spritztour (Joy Ride)
- 2002: Die Bourne Identität (The Bourne Identity)
- 2002–2008: The Shield – Gesetz der Gewalt (The Shield, Fernsehserie, 85 Folgen)
- 2003: Haus der 1000 Leichen (House of 1000 Corpses)
- 2004: Chrystal
- 2005: Mit Herz und Hand (The World’s Fastest Indian)
- 2006: The Architect
- 2007: CSI: Den Tätern auf der Spur (CSI: Crime Scene Investigation, Fernsehserie, Folge 7x18)
- 2007: Randy and the Mob
- 2008: Miracle at St. Anna
- 2008: Winged Creatures
- 2009: Criminal Minds (Fernsehserie, Folge 4x17)
- 2009: Damage
- 2009: That Evening Sun
- 2009: CSI: Miami (Fernsehserie, Folge 7x24)
- 2010: Predators
- 2010–2015: Justified (Fernsehserie, 74 Folgen)
- 2011: Cowboys & Aliens
- 2011: Straw Dogs – Wer Gewalt sät (Straw Dogs)
- 2012: Django Unchained
- 2012: Lincoln
- 2012–2014: Sons of Anarchy (Fernsehserie, 6 Folgen)
- 2013: G.I. Joe – Die Abrechnung (G.I. Joe: Retaliation)
- 2013: Machete Kills
- 2015: Mojave
- 2015: American Ultra
- 2015: The Hateful Eight
- 2015: Diablo
- 2016–2017: Vice Principals (Fernsehserie, 18 Folgen)
- 2017: State of Mind – Der Kampf des Dr. Stone (Three Christs)
- 2017–2018: Six (Fernsehserie, 11 Folgen)
- 2018: Maze Runner – Die Auserwählten in der Todeszone (Maze Runner: The Death Cure)
- 2018: The Big Bang Theory (Fernsehserie, Folge 11x14)
- 2018: Tomb Raider
- 2018: Ant-Man and the Wasp
- 2019: Deep State (Fernsehserie, 8 Folgen)
- 2019–2025: The Righteous Gemstones (Fernsehserie, 24 Folgen)
- 2020: Words on Bathroom Walls
- 2020: Fatman
- 2021: Spirit – Frei und ungezähmt (Spirit Untamed, Stimme)
- seit 2021: Invincible (Fernsehserie, Stimme)
- 2022: Die letzten Tage des Ptolemy Grey (The Last Days of Ptolemy Grey, Fernsehserie, 5 Folgen)
- 2022: Dreamin’ Wild – Ein Leben für die Musik (Dreamin’ Wild)
- 2023: Justified: City Primeval (Fernsehserie, Folge 1x08)
- 2024: The Uninvited
- 2024: The Luckiest Man in America
- 2024: Queen of the Ring
- 2024: What If…? (Fernsehserie, Episode 3x06)
- seit 2024: Fallout (Fernsehserie)
- 2025: The White Lotus (Fernsehserie, 8 Folgen)

## Auszeichnungen
- 2001: Gewinner des Spirit of Slamdance Awards für Der Buchhalter auf dem Slamdance Film Festival
- 2007: Gewinner des Spirit of Slamdance Awards für Randy and the Mob auf dem Slamdance Film Festival
- 2009: Gewinner des Special Jury Awards in der Kategorie Bestes gecastetes Ensemble für That Evening Sun auf dem SXSW Filmfestival
- 2009: Nominiert für den TCA Award bei den Television Critics Association Awards in der Kategorie Beste Einzelleistung für The Shield
- 2011: Nominiert für den Emmy-Award in der Kategorie Nebendarsteller in einer Dramaserie (Outstanding Supporting Actor in a Drama Series) für Justified